# Henry C. Warmoth
Henry Clay Warmoth, né le 9 mai 1842 et mort le 30 septembre 1931, est un homme politique américain. Membre du Parti républicain, il est gouverneur de la Louisiane du 27 juin 1868 au 9 décembre 1872. Il est démis de ses fonctions lors d'une procédure d'impeachment.